# 無垢 (須田景凪の曲)
「無垢」（むく）は、須田景凪の楽曲。デジタル配信限定シングルとしてunBORDE（ワーナーミュージック・ジャパン）より2022年4月8日に各音楽配信サービスにてリリースされた。

## 概要
前作「猫被り」から7日ぶりのリリースとなる。
今作は、 Huluオリジナルドラマ「神様のえこひいき」の主題歌として書き下ろされた。
2023年5月24日発売の3rdアルバム『Ghost Pop』には未収録となっている。

## 収録曲と規格
| #  | タイトル | 作詞・作曲 | 編曲     |
| -- | -------- | ---------- | -------- |
| 1. | 「無垢」 | 須田景凪   | 須田景凪 |

## タイアップ
無垢
Huluオリジナルドラマ「神様のえこひいき」主題歌